# Egon Beiler
Egon Beiler (ur. 28 marca 1953 w Linzu) – kanadyjski zapaśnik walczący w stylu wolnym. Dwukrotny olimpijczyk. Odpadł w eliminacjach w Montrealu 1972 w wadze 57 kg i w Montrealu 1976 w kategorii do 62 kg.
Złoty medalista igrzysk panamerykańskich w 1975 i brązowy w 1979. Mistrz igrzysk Wspólnoty Narodów w 1974 i 1978. Pierwszy w Pucharze Świata w 1976; drugi w 1975 i trzeci w 1980 roku.
Zawodnik University of Waterloo i Uniwersytetu Zachodniego Ontario. Przed igrzyskami Los Angeles 1984 doznał kontuzji barku i zakończył karierę. Z zawodu jest dentystą.